# Torneo Federal de Básquetbol 2011-12
La temporada 2011-12 del Torneo Federal de Básquetbol, fue la primera edición del torneo de ascenso de baloncesto profesional de Argentina, correspondiente a la tercera categoría del deporte en el país.

El certamen, otorgó dos ascensos a la temporada 2012-13 del TNA y concedió nueve descensos a las categorías regionales.

El torneo se desarrolló de primavera a otoño; tuvo inicio el 14 de octubre de 2011 y finalizó el 29 de mayo de 2012, con la disputa del segundo partido de la final por el segundo ascenso.

El campeón del torneo fue el Club La Unión de Colón, que venció en la serie final al Club Basquetbol San Lorenzo (Chivilcoy) por 2 a 0.

## Organización
La CABB, a sabiendas de que luego de la mitad del año 2011 debía hacerse cargo de la organización del torneo de básquet de tercera categoría, comenzó en el mes de abril de 2011 los trabajos con el objetivo en ciernes, de organizar un nuevo torneo de básquet de tercera categoría, que reemplace a la Liga "B", en vías de extinción.
 
En el mes de mayo se realizaron al respecto las primeras reuniones informativas. 

En el mes de junio se realizó la presentación de los primeros lineamientos del torneo.

El 14 de julio finalmente, se presentó el reglamento y denominación oficial del certamen: Torneo Federal de Básquet, determinándose algunas fechas importantes, como la de apertura y cierre de las inscripciones de los equipos (18 al 29 de julio) y la de comienzo del torneo para el 14 de octubre.

## Equipos 2011/12
Los participantes del primer Torneo Federal fueron 55 equipos, de 42 ciudades y 22 provincias de Argentina. 

### Primeros equipos inscriptos
Al cierre de la fecha de inscripción, 44 clubes se habían inscripto para jugar el certamen y otros 10 clubes, por haber  accedido a la clasificación durante el mes de Julio, tuvieron plazo hasta 15 de Agosto para presentar la documentación exigible por reglamento.

Finalmente esa primera temporada contó con la participación de 55 equipos, agrupados en 8 divisiones.

### Equipos participantes
El listado de equipos intervinientes, fue el siguiente:
| Club                                               | Procedencia            | División     | Pabellón               |
| Región Norte                                       |                        |              |                        |
| Conferencia Nor-Noreste                            |                        |              |                        |
| Club Atlético Talleres                             | Tafí Viejo             | NOA          | La Leonera             |
| Club Social y Deportivo Juan Bautista Alberdi.     | Juan Bautista Alberdi  | NOA          |                        |
| Club Atlético Gorriti                              | Jujuy                  | NOA          |                        |
| Club Independiente BBC                             | Santiago del Estero    | NOA          | Estadio Israel Parnas  |
| Club Atlético Nicolás Avellaneda                   | Santiago del Estero    | NOA          |                        |
| Club Municipal El Bordo                            | El Bordo               | NOA          |                        |
| Club Unión Deportiva de La Nueva Orán              | Orán                   | NOA          |                        |
| Club Atlético Santa Rita                           | Esquina                | NEA          |                        |
| Hindú Club                                         | Resistencia            | NEA          |                        |
| Sarmiento Casinos Gala                             | Resistencia            | NEA          |                        |
| Asociación Club Social                             | Las Breñas             | NEA          | Estadio Ángel Pértile  |
| Club Domingo Faustino Sarmiento                    | Formosa                | NEA          |                        |
| Club Deportivo y Social Tokio                      | Posadas                | NEA          | Jorge Rokuro Yamaguchi |
| Club Atlético Bartolomé Mitre                      | Posadas                | NEA          |                        |
| Conferencia Litoral                                |                        |              |                        |
| Centro Sportivo Peñarol                            | Rosario del Tala       | Entre Ríos   | El Gigante             |
| Club Atlético Rosario Tala                         | Rosario del Tala       | Entre Ríos   | Gregorio Panizza       |
| Club Sportivo San Salvador                         | San Salvador           | Entre Ríos   | El Corralito           |
| Club Regatas Uruguay                               | Concepción del Uruguay | Entre Ríos   | José Garro             |
| Club La Unión                                      | Colón                  | Entre Ríos   | Carlos José Delasoie   |
| Club Atlético Brown                                | San Vicente            | Santa Fe     |                        |
| Club Atlético María Juana                          | María Juana            | Santa Fe     |                        |
| Club Atlético Adelante                             | Reconquista            | Santa Fe     |                        |
| Club Atlético Alma Juniors                         | Esperanza\|            | Santa Fe     |                        |
| Club Atlético Argentino Firmat                     | Firmat                 | Santa Fe     | Roque Vassalli         |
| Club Atlético Unión                                | Santa Fe               | Santa Fe     | Ángel P. Malvicino     |
| Región Sur                                         |                        |              |                        |
| Conferencia Centro                                 |                        |              |                        |
| Club Sportivo Juan Bautista Del Bono               | Rivadavia              | Andina       |                        |
| Club Atlético Olimpia Catamarca                    | Catamarca              | Andina       | Juan Carlos Sánchez    |
| Asociación Deportiva Anzorena                      | Mendoza                | Andina       |                        |
| Club Social y Deportivo San Martín                 | La Rioja               | Andina       |                        |
| Club Social y Deportivo Facundo                    | La Rioja               | Andina       | La Caldera Verde       |
| Club Atlético Barrio Parque                        | Córdoba                | Mediterranea | Teatro del Parque      |
| Unión Eléctrica Sociedad Mutual Social y Deportiva | Córdoba                | Mediterranea |                        |
| Instituto Atlético Central Córdoba                 | Córdoba                | Mediterranea | Angel Sandrín          |
| Club Deportivo Social y Cultural El Chorrillo      | Juana Koslay           | Mediterranea | Ave Fénix              |
| Club Sociedad Española                             | San Luis               | Mediterranea |                        |
| Conferencia Centro Sur                             |                        |              |                        |
| Club Gimnasia y Esgrima de Villa del Parque        | CABA                   | Capital      |                        |
| Club Atlético Vélez Sársfield                      | CABA                   | Capital      |                        |
| Institución Cultural y Deportiva Pedro Echagüe     | CABA                   | Capital      | Jorge Antoliche        |
| Club Villa General Mitre                           | CABA                   | Capital      |                        |
| Ramos Mejía Lawn Tennis Club                       | Ramos Mejía            | Capital      | Rancho Garden          |
| Club Atlético Independiente                        | Avellaneda             | Capital      |                        |
| Club Básquetbol San Lorenzo                        | Chivilcoy              | Bonaerense   | Oscar y Alfredo Barca  |
| Club Atlético Estudiantes                          | Olavarría              | Bonaerense   | Parque Carlos Guerrero |
| Club Estudiantes de La Plata                       | La Plata               | Bonaerense   | Country City Bell      |
| Club San Martín                                    | Junín                  | Bonaerense   |                        |
| Club Independiente                                 | Tandil                 | Bonaerense   | Duggan Martignoni      |
| Club Social y Deportivo General Roca               | General Roca           | Patagonia    |                        |
| Club del Progreso                                  | General Roca           | Patagonia    |                        |
| Club Atlético Pacífico                             | Neuquén                | Patagonia    | Viejo Ramírez          |
| Club Atlético All Boys                             | Santa Rosa             | Patagonia    | José Regazoli          |
| Club Atlético Regina                               | Villa Regina           | Patagonia    |                        |
| Club Social Cultural y Deportivo Centro Español    | Plottier               | Patagonia    | El Templo              |
| Club Deportivo Hispano Americano                   | Río Gallegos           | Patagonia    |                        |
| Club Social y Deportivo Pérfora                    | Plaza Huincul          | Patagonia    | Malvinas Argentinas    |

Notas
1. ↑   Deserto del torneo antes del comienzo de la segunda etapa [Web Site Oficial TFB (06-01-2012). «Se bajó del TFB Juan Bautista Alberdi». Archivado desde el original el 16 de enero de 2012.]

### Equipos por provincia
De las 23 provincias que componen el país, más la ciudad de Buenos Aires, 22 tuvieron al menos un equipo que las representó en el torneo; sólo dos provincias (Chubut y Tierra del Fuego) no tuvieron representantes. La provincia con más equipos fue Buenos Aires con ocho equipos, aunque dos de ellos jugaron por el AMBA.
| Provincia                 | Cantidad |
| ------------------------- | -------- |
| AMBA                      | 6        |
| Provincia de Buenos Aires | 6        |
| Santa Fe                  | 6        |
| Entre Ríos                | 5        |
| Chaco                     | 3        |
| Córdoba                   | 3        |
| Neuquén                   | 3        |
| Río Negro                 | 3        |
| La Rioja                  | 2        |
| Misiones                  | 2        |
| San Luis                  | 2        |
| Santiago del Estero       | 2        |
| Salta                     | 2        |
| Tucumán                   | 2        |
| Catamarca                 | 1        |
| Corrientes                | 1        |
| Formosa                   | 1        |
| La Pampa                  | 1        |
| Mendoza                   | 1        |
| Jujuy                     | 1        |
| San Juan                  | 1        |
| Santa Cruz                | 1        |
| TOTAL                     | 55       |

## Composición de los planteles
De acuerdo al art. 4°, del Anexo I del reglamento general, los planteles se compusieron de:
- Nueve (9) fichas de jugadores mayores (20 años o más cumplidos en 2011).
- Hasta Dieciséis (16) fichas de jugadores juveniles (menores de 20 años en 2011).

## Inauguración del torneo
El 13 de octubre de 2011, un día antes de jugarse el partido inaugural del certamen, se realizó la presentación oficial del torneo en la ciudad de San Ramón de la Nueva Orán, mediante una rueda encabezada por el Ing. Ricardo Siri, vicepresidente 1° de la CABB y presidente del Torneo Federal, y Enrique Tolcachier, Director Deportivo, del torneo.

La fiesta inaugural se llevó a cabo el 14 de octubre de 2011, en el Polideportivo Municipal, en la previa del partido que ese día disputaron el local Unión frente a Nicolás Avellaneda de Santiago del Estero, sin perjuicio de que, cronológicamente por horario, el primer partido jugado fue el de Sarmiento de Resistencia y Tokio de Posadas, y que esa misma noche se jugaron un total de 21 partidos.

## Sistema de juego
El torneo se llevó a cabo en dos etapas claramente diferenciadas, divididas a su vez, en sucesivas sub etapas.

### Etapa Regular
La primera etapa se denominó "Etapa Regular". El torneo se desarrolló en dos Regiones (Norte y Sur), las cuales estuvieron conformadas por 2 conferencias, cada una de ellas: Región Norte: Conferencia Nor-Noroeste y Conferencia Litoral; Región Sur: Conferencia Central y Conferencia Centro-Sur. A su vez las Conferencias estuvieron divididas en Divisiones: Conferencia Nor-Noreste: División NOA y División NEA; Conferencia Litoral: División Entre Ríos y División Santa Fe. Conferencia Central: División Andina y División Mediterránea; Conferencia Centro Sur: División Capital, División Bonaerense y División Patagonia. Los equipos fueron distribuidos en las zonas de acuerdo a la Regionalización de competencias CABB, por criterios de cercanía geográfica.

La etapa la jugaron los 55 equipos intervinientes, se jugó por el sistema de liga dentro de cada Conferencia y se llevó a cabo en dos o tres subetapas según los casos.

### Playoffs
La segunda etapa se denominó "playoffs". Se llevó a cabo por el sistema de copa y por eliminación directa, por parejas, en series de tres partidos; no fue disputada por la totalidad de equipos, sino sólo por alguno de ellos, que accedieron a esa instancia de acuerdo a su clasificación en la etapa regular.

Se mantuvieron las regiones norte y sur, y se desarrolló a su vez en dos fases, la primera denominada Regional, subdividida a su turno en tres etapas en cada una de las regiones (cuartos de final, semifinal y final). Y una etapa nacional, subdividida en tres subetapas. Esta última instancia fue la que definió al campeón y al segundo equipo ascendido.

#### Cuartos de final regionales
Se jugaron a partir de cuartos de final, series de playoffs, al mejor de tres partidos, con ventaja de localía para el equipo de mayor porcentaje de triunfos en la etapa regular y formato 1-2.

De acuerdo al ordenamiento de record general nacional los equipos se cruzaran de la siguiente manera:
| Región Norte - 1° Nor Noreste vs. 4° Litoral (A) - 2° Litoral vs. 3° Nor Noreste (B) - 1° Litoral vs. 4° Nor Noreste (C) - 2° Nor Noreste vs. 3° Litoral (D) | Región Sur - 1° C vs. 2°Cuad1 (A) - 2° C vs. 2°Cuad2 (B) - 1°Cuad1 vs. 3°C (C) - 2°Cuad2 vs. 4°C (D) |

#### Semifinales regionales
Los ganadores de cada serie avanzaron a semifinales regionales.

Allí se enfrentaron en  series de playoffs, al mejor de tres partidos, con ventaja de localía para el equipo de mayor porcentaje de triunfos en la etapa regular, y formato 1-2.
| Región Norte - Ganador A vs. Ganador B - Ganador C vs. Ganador D | Región Sur - Ganador A vs. Ganador B - Ganador C vs. Ganador D |

#### Finales regionales
Los ganadores de cada serie se enfrentan en la final regional, en series de playoffs al mejor de tres partidos, con ventaja de localía para el equipo de mayor porcentaje de triunfos en la etapa regular, y formato 1-2, para determinar a los campeones del Norte y del Sur.

#### Finales nacionales
Los ganadores de las finales regionales se enfrentan en la final nacional, en una serie de playoffs al mejor de tres partidos, con ventaja de localía para el equipo de mayor porcentaje de triunfos en la etapa regular, y formato 1-2, para determinar al campeón del torneo.
 
Los perdedores de las finales regionales se enfrentan en la semifinal nacional por el segundo ascenso, en una serie de playoffs al mejor de tres partidos, con ventaja de localía para el equipo de mayor porcentaje de triunfos en la etapa regular, y formato 1-2, para determinar al finalista por el segundo ascenso.
 
El perdedor de la final nacional y el ganador de la semifinal por el segundo ascenso se enfrentan en una serie de playoffs al mejor de tres partidos, con ventaja de localía para el equipo de mayor porcentaje de triunfos en la etapa regular, y formato 1-2, para determinar el segundo ascenso.

## Desarrollo del torneo

### Etapa Regular

#### Fase División

##### División NOA
7 equipos, todos contra todos a 2 ruedas (total 12 partidos).
| Pos   | Equipo                                        | Div   | PJ | PG | PP | %    | Pts |
| ----- | --------------------------------------------- | ----- | -- | -- | -- | ---- | --- |
| 1     | Club Atlético Talleres de Tafí Viejo          | NOA   | 12 | 9  | 3  | 75   | 21  |
| 2     | Atlético Gorriti de Jujuy                     | NOA   | 12 | 8  | 4  | 66,7 | 20  |
| 3     | Independiente B. B. C. de Santiago del Estero | NOA   | 12 | 6  | 6  | 50   | 18  |
| 4     | Juan Bautista Alberdi de Tucumán (*)          | NOA   | 12 | 7  | 5  | 58,3 | 17  |
| 5     | Municipal El Bordo de Salta                   | NOA   | 12 | 4  | 8  | 33,3 | 16  |
| 6     | Nicolás Avellaneda de Santiago del Estero     | NOA   | 12 | 4  | 8  | 33,3 | 16  |
| 7     | Unión Orán de Salta                           | NOA   | 12 | 4  | 8  | 33,3 | 16  |
| TOTAL | TOTAL                                         | TOTAL | 84 | 42 | 42 | 50   | 124 |

| (*) | Se le descontaron dos puntos por sanción disciplinaria. |

##### División NEA
7 equipos, todos contra todos a 2 ruedas (total 12 partidos).
| Pos   | Equipo                                     | Div   | PJ | PG | PP | %     | Pts |
| ----- | ------------------------------------------ | ----- | -- | -- | -- | ----- | --- |
| 1     | Hindú Club de Resistencia                  | NEA   | 12 | 9  | 3  | 75    | 21  |
| 2     | Asociación Club Social Las Breñas de Chaco | NEA   | 12 | 8  | 4  | 66,67 | 20  |
| 3     | Club Tokio Deportivo y Social de Posadas   | NEA   | 12 | 7  | 5  | 58,3  | 19  |
| 4     | Sarmiento Casinos Gala de Resistencia      | NEA   | 12 | 6  | 6  | 50    | 18  |
| 5     | Club Atlético Santa Rita de Esquina        | NEA   | 12 | 6  | 6  | 50    | 18  |
| 6     | Club Domingo F. Sarmiento de Formosa       | NEA   | 12 | 5  | 7  | 41,7  | 17  |
| 7     | Club Atlético Bartolomé Mitre de Posadas   | NEA   | 12 | 1  | 11 | 8,3   | 13  |
| TOTAL | TOTAL                                      | TOTAL | 84 | 42 | 42 | 50    | 126 |

##### División Entre Ríos
5 equipos, todos contra todos a 4 ruedas mas 2 partidos adicionales interparejas (total 18 partidos).
| Pos   | Equipo                                   | Div   | PJ | PG | PP | %    | Pts |
| ----- | ---------------------------------------- | ----- | -- | -- | -- | ---- | --- |
| 1     | Club La Unión de Colón                   | ER    | 18 | 14 | 4  | 77,8 | 32  |
| 2     | Club Sportivo San Salvador de Entre Ríos | ER    | 18 | 8  | 10 | 44,4 | 26  |
| 3     | Regatas de Concepción del Uruguay        | ER    | 18 | 8  | 10 | 44,4 | 26  |
| 4     | Centro Sportivo Peñarol del Tala         | ER    | 18 | 8  | 10 | 44,4 | 26  |
| 5     | Club Atlético Rosario del Tala           | ER    | 18 | 7  | 11 | 38,9 | 25  |
| TOTAL | TOTAL                                    | TOTAL | 90 | 45 | 45 | 50   | 135 |

##### División Santa Fe
6 equipos, todos contra todos a 4 ruedas (total 20 partidos).
| Pos   | Equipo                                  | Div   | PJ  | PG | PP | %  | Pts |
| ----- | --------------------------------------- | ----- | --- | -- | -- | -- | --- |
| 1     | Club Unión de Santa Fe                  | SF    | 20  | 16 | 4  | 80 | 36  |
| 2     | Club Atl. Brown de San Vicente          | SF    | 20  | 15 | 5  | 75 | 35  |
| 3     | Club Atlético Alma Juniors de Esperanza | SF    | 20  | 11 | 9  | 55 | 31  |
| 4     | Club Atlético Adelante de Reconquista   | SF    | 20  | 10 | 10 | 50 | 30  |
| 5     | Club Atlético Argentino de Firmat       | SF    | 20  | 5  | 15 | 25 | 25  |
| 6     | Club Atlético María Juana de Santa Fe   | SF    | 20  | 3  | 17 | 15 | 23  |
| TOTAL | TOTAL                                   | TOTAL | 120 | 60 | 60 | 50 | 180 |

##### División Andina
5 equipos todos contra todos a 4 ruedas (total 16 partidos).
| Pos   | Equipo                                   | Div   | PJ | PG | PP | %    | Pts |
| ----- | ---------------------------------------- | ----- | -- | -- | -- | ---- | --- |
| 1     | Social y Deportivo Facundo de La Rioja   | And   | 16 | 13 | 3  | 81,3 | 29  |
| 2     | Asociación Deportiva Anzorena de Mendoza | And   | 16 | 10 | 6  | 62,5 | 26  |
| 3     | Club Atlético Olimpia de Catamarca       | And   | 16 | 8  | 8  | 50   | 24  |
| 4     | San Martín de La Rioja                   | And   | 16 | 8  | 8  | 50   | 24  |
| 5     | Club J. del Bono de San Juan             | And   | 16 | 1  | 15 | 6,3  | 16  |
| TOTAL | TOTAL                                    | TOTAL | 80 | 40 | 40 | 50   | 119 |

##### División Mediterránea
5 equipos, todos contra todos a 4 ruedas (total 16 partidos).
| Pos   | Equipo                                     | Div   | PJ | PG | PP | %    | Pts |
| ----- | ------------------------------------------ | ----- | -- | -- | -- | ---- | --- |
| 1     | Club Atlético Barrio Parque de Córdoba     | Med   | 16 | 11 | 5  | 68,8 | 27  |
| 2     | Instituto Atlético Central Córdoba         | Med   | 16 | 10 | 6  | 62,5 | 26  |
| 3     | El Chorrillero de San Luis                 | Med   | 16 | 8  | 8  | 50   | 24  |
| 4     | Sociedad Española de San Luis              | Med   | 16 | 7  | 9  | 43,8 | 23  |
| 5     | Sociedad Mutual Unión Eléctrica de Córdoba | Med   | 16 | 4  | 12 | 25   | 19  |
| TOTAL | TOTAL                                      | TOTAL | 80 | 40 | 40 | 50   | 119 |

##### División Capital Federal
6 equipos todos contra todos a 2 ruedas (total 10 partidos).
| Pos   | Equipo                                           | Div   | PJ | PG | PP | %  | Pts |
| ----- | ------------------------------------------------ | ----- | -- | -- | -- | -- | --- |
| 1     | Club Atlético Vélez Sársfield de Capital Federal | Cap   | 10 | 8  | 2  | 80 | 18  |
| 2     | I. C. D. Pedro Echague de Capital Federal        | Cap   | 10 | 6  | 4  | 60 | 16  |
| 3     | Ramos Mejía Lawn Tenis Club                      | Cap   | 10 | 5  | 5  | 50 | 15  |
| 4     | Gimnasia y Esgrima de Villa del Parque           | Cap   | 10 | 4  | 6  | 40 | 14  |
| 5     | Villa Mitre de Capital Federal                   | Cap   | 10 | 4  | 6  | 40 | 14  |
| 6     | Independiente de Avellaneda                      | Cap   | 10 | 3  | 7  | 30 | 13  |
| TOTAL | TOTAL                                            | TOTAL | 60 | 30 | 30 | 50 | 90  |

##### División Buenos Aires
6 equipos, todos contra todos a 2 ruedas (total 10 partidos).
| Pos   | Equipo                                 | Div   | PJ | PG | PP | %  | Pts |
| ----- | -------------------------------------- | ----- | -- | -- | -- | -- | --- |
| 1     | Basquetbol San Lorenzo de Chivilcoy    | Bon   | 10 | 8  | 2  | 80 | 18  |
| 2     | Club Atlético Estudiantes de Olavarría | Bon   | 10 | 6  | 4  | 60 | 16  |
| 3     | San Martín de Junín                    | Bon   | 10 | 5  | 5  | 50 | 15  |
| 4     | Independiente de Tandil                | Bon   | 10 | 5  | 5  | 50 | 15  |
| 5     | Club Estudiantes de La Plata           | Bon   | 10 | 4  | 6  | 40 | 14  |
| 6     | Sportivo Pilar                         | Bon   | 10 | 2  | 8  | 20 | 12  |
| TOTAL | TOTAL                                  | TOTAL | 60 | 30 | 30 | 50 | 90  |

Nota: Las posiciones corresponden a información obrante en la página oficial. 1. 

#### Fase División + Conferencia

##### Conferencia Nor-Noreste
14 equipos: Equipos División NOA y equipos División  NEA, se trasladan la totalidad de los partidos y puntos de la fase inicial; juegan todos los del NOA contra todos los del NEA, partidos de ida y vuelta, más 4 partidos adicionales por equipo contra rivales de la misma división (total 18 partidos).
| Pos | Equipo                                        | Div | PJ | PG | PP | %     | Pts |
| --- | --------------------------------------------- | --- | -- | -- | -- | ----- | --- |
| 1   | Hindú Club (Resistencia) (CF)                 | NEA | 30 | 26 | 4  | 86,7% | 56  |
| 2   | Talleres (Tafí Viejo) (CF)                    | NOA | 30 | 22 | 8  | 73,3% | 52  |
| 3   | Santa Rita (Esquina) (CF)                     | NEA | 30 | 21 | 9  | 70,0% | 51  |
| 4   | Social Las Breñas (CF)                        | NEA | 30 | 19 | 11 | 63,3% | 49  |
| 5   | Atlético Gorriti (E)                          | NOA | 30 | 18 | 12 | 60%   | 48  |
| 6   | Independiente B. B. C. (E)                    | NOA | 30 | 17 | 13 | 56,7% | 47  |
| 7   | Sarmiento (Resistencia) (E)                   | NEA | 30 | 17 | 13 | 56,7% | 47  |
| 8   | Tokio D y S. (*) (E)                          | NEA | 30 | 18 | 12 | 56,7% | 46  |
| 9   | Sarmiento (Formosa) (E)                       | NEA | 30 | 14 | 16 | 46,7% | 44  |
| 10  | Nicolás Avellaneda de Santiago del Estero (E) | NOA | 30 | 9  | 21 | 30%   | 39  |
| 11  | Unión Orán (#) (E)                            | NOA | 30 | 9  | 21 | 30%   | 38  |
| 12  | Municipal El Bordo ($) (E)                    | NOA | 30 | 9  | 21 | 30%   | 37  |
| 13  | Bartolomé Mitre (Posadas) (%) (D)             | NEA | 30 | 4  | 26 | 13,3% | 32  |
| 14  | Juan Bautista Alberdi (&) (D)                 | NOA | 30 | 7  | 23 | 23,3% | 17  |

| (CF) | Clasifica a Cuartos de final conferencia. |
| (E)  | Eliminado, finaliza su participación |
| (D)  | Descienden de categoría |
| (*)  | Se le descontaron dos puntos por sanción disciplinaria.                                                                                           |
| (#)  | Se le descontó un punto por sanción disciplinaria.                                                                                                |
| ($)  | Se le descontaron 2 puntos por sanción disciplinaria.                                                                                             |
| (%)  | Se le descontaron 2 puntos por sanción disciplinaria.                                                                                             |
| (&)  | Abandonó la competencia antes del inicio de la Fase Conferencias, se le dieron por perdidos todos los partidos y no sumó puntos por las derrotas. |

##### Conferencia Litoral
11 equipos: Equipos División Entre Ríos y equipos División Santa Fe; se trasladan la totalidad de los partidos y puntos de la fase inicial;  juegan todos los de ER contra todos los de SF ida y vuelta (total, 10 partidos equipos de Santa Fe y 12 partidos equipos de Entre Ríos).
| Pos | Equipo                        | Div | PJ | PG | PP | %     | Pts |
| --- | ----------------------------- | --- | -- | -- | -- | ----- | --- |
| 1   | La Unión (Colón) (CF)         | ER  | 30 | 24 | 6  | 80,0% | 54  |
| 2   | Atl. Brown (San Vicente) (CF) | SF  | 30 | 21 | 9  | 70,0% | 51  |
| 3   | Unión (Santa Fe) (CF)         | SF  | 30 | 20 | 10 | 66,7% | 50  |
| 4   | Adelante (Reconquista) (CF)   | SF  | 30 | 18 | 12 | 60,0% | 48  |
| 5   | Atlético Rosario Tala (E)     | ER  | 30 | 15 | 15 | 50,0% | 45  |
| 6   | Centro Sportivo Peñarol (E)   | ER  | 30 | 15 | 15 | 50,0% | 45  |
| 7   | Regatas Uruguay (E)           | ER  | 30 | 14 | 16 | 46,7% | 44  |
| 8   | Sportivo San Salvador (D)     | ER  | 30 | 14 | 16 | 46,7% | 44  |
| 9   | Alma Juniors (Esperanza) (E)  | SF  | 30 | 14 | 16 | 46,7% | 43  |
| 10  | Argentino (Firmat) (E)        | SF  | 30 | 6  | 24 | 20,0% | 36  |
| 11  | María Juana (*) (D)           | SF  | 30 | 4  | 26 | 13,3% | 33  |

| (CF) | Clasifica a Cuartos de final conferencia.          |
| (E)  | Eliminado, finaliza su participación               |
| (D)  | Descienden de categoría                            |
| (*)  | Se le descontó un punto por sanción disciplinaria. |

##### Conferencia Centro
10 equipos: Equipos División Andina y equipos División Mediterránea; se trasladan la totalidad de los partidos y puntos de la fase inicial;  juegan todos los de zona Andina contra todos los de la Mediterránea ida y vuelta, más dos partidos adicionales por equipos de la misma división (total, 12 partidos).
| Pos | Equipo                                        | Div | PJ | PG  | PP | %      | Pts |
| --- | --------------------------------------------- | --- | -- | --- | -- | ------ | --- |
| 1   | Instituto (Córdoba) (CF)                      | Med | 28 | 21  | 7  | 75,0%  | 49  |
| 2   | Barrio Parque (Córdoba) (CF)                  | Med | 28 | 21  | 7  | 75,0%  | 49  |
| 3   | Social y Deportivo Facundo (CF)               | And | 28 | 19  | 9  | 67,9%  | 47  |
| 4   | Asociación Deportiva Anzorena de Mendoza (CF) | And | 28 | 16  | 12 | 57,1%  | 44  |
| 5   | Sociedad Española (San Luis) (E)              | Med | 28 | 15  | 13 | 53,6%  | 43  |
| 6   | El Chorrillero (Juana Koslay)(E)              | Med | 28 | 141 | 14 | 503,6% | 42  |
| 7   | San Martín (La Rioja) (E)                     | And | 28 | 11  | 17 | 39,3%  | 39  |
| 8   | Unión Eléctrica (Córdoba) (#) (D)             | Med | 28 | 10  | 18 | 35,7%  | 37  |
| 9   | Olimpia (Catamarca) (E)                       | And | 28 | 9   | 19 | 32,1%  | 37  |
| 10  | J. del Bono (San Juan) (*) (D)                | And | 28 | 4   | 24 | 14,3%  | 26  |

| (CF) | Clasifica a Cuartos de final conferencia.                |
| (E)  | Eliminado, finaliza su participación                     |
| (D)  | Descienden de categoría                                  |
| (#)  | Se le descontó un punto por sanción disciplinaria.       |
| (*)  | Se le descontaron seis puntos por sanción disciplinaria. |

##### Conferencia Centro Sur

###### División Capital Federal-Bonaerense
12 equipos: Equipos División Cap. Federal vs equipos División Buenos Aires; se trasladan la totalidad de los partidos y puntos de la fase inicial;  juegan todos los de zona Capital contra todos los de la Bonaerense ida y vuelta, más una ronda adicional y un interpareja contra equipos de la misma división (total, 18 partidos).</ref>
| Pos | Equipo                                     | Div | PJ | PG | PP | %     | Pts |
| --- | ------------------------------------------ | --- | -- | -- | -- | ----- | --- |
| 1   | Basquetbol San Lorenzo (Chivilcoy) (C)     | B   | 28 | 22 | 6  | 78,6% | 50  |
| 2   | Vélez Sársfield (CABA) (C)                 | CF  | 28 | 22 | 6  | 78,6% | 50  |
| 3   | Estudiantes (Olavarría) (C)                | B   | 28 | 17 | 11 | 60,7% | 45  |
| 4   | Independiente (Tandil) (C)                 | B   | 28 | 16 | 15 | 57,1% | 44  |
| 5   | Villa Mitre (CABA)(E)                      | CF  | 28 | 15 | 13 | 53,6% | 43  |
| 6   | Ramos Mejía Lawn Tenis Club (E)            | CF  | 28 | 14 | 15 | 50,0% | 42  |
| 7   | Gimnasia y Esgrima de Villa del Parque (E) | CF  | 28 | 14 | 14 | 50,0% | 42  |
| 8   | I. C. D. Pedro Echague (CABA)(E)           | CF  | 28 | 11 | 17 | 39,3% | 39  |
| 9   | San Martín (Junín) (E)                     | B   | 28 | 11 | 17 | 39,3% | 39  |
| 10  | Estudiantes (La Plata) (E)                 | B   | 28 | 11 | 17 | 39,3% | 39  |
| 11  | Independiente (Avellaneda) (D)             | CF  | 28 | 11 | 17 | 39,3% | 39  |
| 12  | Sportivo Pilar (D)                         | B   | 28 | 4  | 24 | 14,3% | 32  |

| (C) | Clasificados a cuadrangulares Sur    |
| (E) | Eliminado, finaliza su participación |
| (D) | Descienden de categoría              |

###### División Patgónica
8 equipos: Todos contra todos a cuatro ruedas (total 28 partidos).
| Pos | Equipo                      | Div | PJ | PG | PP | %     | Pts |
| --- | --------------------------- | --- | -- | -- | -- | ----- | --- |
| 1   | Club Hispano Americano (C)  | Pat | 28 | 23 | 5  | 82,1% | 51  |
| 2   | Del Progreso (C)            | Pat | 28 | 20 | 8  | 71,4% | 48  |
| 3   | Pérfora (C)                 | Pat | 28 | 20 | 8  | 71,4% | 48  |
| 4   | Deportivo Roca (*) (E)      | Pat | 28 | 16 | 12 | 57,1% | 41  |
| 5   | Centro Español Plottier (E) | Pat | 28 | 10 | 18 | 35,7% | 38  |
| 6   | Atlético Regina (E)         | Pat | 28 | 9  | 19 | 32,1% | 37  |
| 7   | All Boys (Santa Rosa) (E)   | Pat | 28 | 9  | 19 | 32,1% | 37  |
| 8   | Pacífico (Neuquén) (D)      | Pat | 28 | 5  | 23 | 17,9% | 33  |

| (C) | Clasificados a cuadrangulares Sur                        |
| (E) | Eliminado, finaliza su participación                     |
| (D) | Descienden de categoría                                  |
| (*) | Se le descontaron tres puntos por sanción disciplinaria. |

Nota Las posiciones corresponden a información obrante en la página oficial.
1. 1 2 3 4 5  Web Site Oficial TFB (01-04-2012). «Tabla posiciones fase conferencia». Archivado desde el original el 31 de mayo de 2012.

.

###### Cuadrangulares
Cuadrangular 1

Se enfrentan 1°, 2° y 3° Conferencia Capital-Bonaerense, más 3° Conferencia Patagónica..
| Pos   | Equipo                    | Div   | PJ | PG | PP | %     | Pts |
| ----- | ------------------------- | ----- | -- | -- | -- | ----- | --- |
| 1     | Independiente (Tandil)    | CF-B  | 3  | 2  | 1  | 66,7% | 7   |
| 2     | Hispano Americano         | PAT   | 3  | 2  | 1  | 66,7% | 7   |
| 3     | Villa Mitre (CF)          | CF-B  | 3  | 2  | 1  | 66,7% | 7   |
| 4     | Del Progreso General Roca | PAT   | 3  | 0  | 3  | 0,0%  | 3   |
| TOTAL | TOTAL                     | TOTAL | 12 | 6  | 6  | 50,0% | 18  |

| Cuadro de desempate posiciones 1, 2 y 3 |                   |       |       |       |   |   |     |     |     |        |
| Pos                                     | Equipo            | I     | HA    | VM    | G | P | GF  | GC  | Pts | GA     |
| 1                                       | Independiente     |       |       | 63-56 | 1 | 1 | 139 | 137 | 3   | 1,0145 |
| 2                                       | Hispano Americano | 81-76 |       |       | 1 | 1 | 161 | 162 | 3   | 0,9938 |
| 3                                       | Villa Mitre       |       | 86-80 |       | 1 | 1 | 142 | 143 | 3   | 0,9930 |

| (CF) | Clasifica a Cuartos de final conferencia. |
| (E)  | Eliminado, finaliza su participación      |

Cuadrangular 2

Se enfrentan 4°, y 5° Conferencia Capital-Bonaerense, más 1° y 2° Conferencia Patagónica.
| Pos   | Equipo                | Div   | PJ | PG | PP | %      | Pts |
| ----- | --------------------- | ----- | -- | -- | -- | ------ | --- |
| 1     | San Lorenzo Chivilcoy | CF-B  | 3  | 3  | 0  | 100,0% | 9   |
| 2     | Vélez Sársfield       | CF-B  | 3  | 2  | 1  | 66,7%  | 7   |
| 3     | Estudiantes Olavarría | CF-B  | 3  | 1  | 2  | 33,3%  | 5   |
| 4     | Pérfora Neuquén       | PAT   | 3  | 0  | 3  | 0,0%   | 3   |
| TOTAL | TOTAL                 | TOTAL | 12 | 6  | 6  | 50,0%  |     |

| (CF) | Clasifica a Cuartos de final conferencia. |
| (E)  | Eliminado, finaliza su participación      |

Nota Las posiciones corresponden a información obrante en la página oficial.
1. 1 2  Web Site Oficial TFB (11-05-2012). «Tabla posiciones Caudrangulares Finales de Conferencia». Archivado desde el original el 31 de mayo de 2012.

.

### Postemporada

#### Cuadro playoffs Región Sur
|  | Cuartos de final Sur | Cuartos de final Sur            | Cuartos de final Sur |               |     | Semifinales Sur | Semifinales Sur | Semifinales Sur |  |    | Final Sur        | Final Sur | Final Sur |  |
|  |                      |                                 |                      |               |     |                 |                 |                 |  |    |                  |           |           |  |
|  |                      |                                 |                      |               |     |                 |                 |                 |  |    |                  |           |           |  |
|  | 1CB                  | San Lorenzo (Chivilcoy)         | 2                    |               |     |                 |                 |                 |  |    |                  |           |           |  |
|  | 1CB                  | San Lorenzo (Chivilcoy)         | 2                    |               |     |                 |                 |                 |  |    |                  |           |           |  |
|  | 3Ce                  | Facundo (La Rioja)              | 0                    |               |     |                 |                 |                 |  |    |                  |           |           |  |
|  | 3Ce                  | Facundo (La Rioja)              | 0                    |               | 1CB | San Lorenzo     | 2               |                 |  |    |                  |           |           |  |
|  |                      |                                 |                      |               | 1CB | San Lorenzo     | 2               |                 |  |    |                  |           |           |  |
|  |                      |                                 | 2Ce                  | Barrio Parque | 1   |                 |                 |                 |  |    |                  |           |           |  |
|  | 2Ce                  | Barrio Parque (Córdoba)         | 2Ce                  | Barrio Parque | 1   | 2               |                 |                 |  |    |                  |           |           |  |
|  | 2Ce                  | Barrio Parque (Córdoba)         |                      |               |     |                 |                 |                 |  |    |                  |           |           |  |
|  | 2CA                  | Vélez Sarsfield (CABA)          | 1                    |               |     |                 |                 |                 |  |    |                  |           |           |  |
|  | 2CA                  | Vélez Sarsfield (CABA)          | 1                    |               |     |                 |                 |                 |  | 1P | San Lorenzo (Ch) | 2         |           |  |
|  |                      |                                 |                      |               |     |                 |                 |                 |  | 1P | San Lorenzo (Ch) | 2         |           |  |
|  |                      |                                 | 1CB                  | Instituto     | 0   |                 |                 |                 |  |    |                  |           |           |  |
|  | 1Ce                  | Instituto (Córdoba)             | 1CB                  | Instituto     | 0   | 2               |                 |                 |  |    |                  |           |           |  |
|  | 1Ce                  | Instituto (Córdoba)             |                      |               |     |                 |                 |                 |  |    |                  |           |           |  |
|  | 2CB                  | Hispano Americano (R. Gallegos) | 1                    |               |     |                 |                 |                 |  |    |                  |           |           |  |
|  | 2CB                  | Hispano Americano (R. Gallegos) | 1                    |               | 1Ce | Instituto       | 2               |                 |  |    |                  |           |           |  |
|  |                      |                                 |                      |               | 1Ce | Instituto       | 2               |                 |  |    |                  |           |           |  |
|  |                      |                                 | 1CA                  | Independiente | 1   |                 |                 |                 |  |    |                  |           |           |  |
|  | 1CA                  | Independiente (Tandil)          | 1CA                  | Independiente | 1   | 1               |                 |                 |  |    |                  |           |           |  |
|  | 1CA                  | Independiente (Tandil)          |                      |               |     |                 |                 |                 |  |    |                  |           |           |  |
|  | 4Ce                  | Anzorena (Mendoza)              | 2                    |               |     |                 |                 |                 |  |    |                  |           |           |  |
|  | 4Ce                  | Anzorena (Mendoza)              | 2                    |               |     |                 |                 |                 |  |    |                  |           |           |  |
|  |                      |                                 |                      |               |     |                 |                 |                 |  |    |                  |           |           |  |

Notas
- Los equipos mencionados en la línea superior, tuvieron ventaja de localía.
- Los resultados en cada serie corresponden a la cantidad de partidos ganados por los respectivos equipos.

El campeón de la Región Sur, fue San Lorenzo de Chivilcoy , quien barrió su serie por 2 a 0 frente a Instituto de Córdoba, al vencerlo de visitante por 94-81 y de local por 94-87.

#### Cuadro playoffs Región Norte
|  | Cuartos de final Norte | Cuartos de final Norte | Cuartos de final Norte |                       |    | Semifinales Norte | Semifinales Norte | Semifinales Norte |  |    | Final Norte | Final Norte | Final Norte |  |
|  |                        |                        |                        |                       |    |                   |                   |                   |  |    |             |             |             |  |
|  |                        |                        |                        |                       |    |                   |                   |                   |  |    |             |             |             |  |
|  | 1L                     | La Unión (Colón)       | 2                      |                       |    |                   |                   |                   |  |    |             |             |             |  |
|  | 1L                     | La Unión (Colón)       | 2                      |                       |    |                   |                   |                   |  |    |             |             |             |  |
|  | 4N                     | Social Las Breñas      | 0                      |                       |    |                   |                   |                   |  |    |             |             |             |  |
|  | 4N                     | Social Las Breñas      | 0                      |                       | 1L | La Unión          | 2                 |                   |  |    |             |             |             |  |
|  |                        |                        |                        |                       | 1L | La Unión          | 2                 |                   |  |    |             |             |             |  |
|  |                        |                        | 2N                     | Talleres (Tafí Viejo) | 1  |                   |                   |                   |  |    |             |             |             |  |
|  | 2N                     | Talleres (Tafí Viejo)  | 2N                     | Talleres (Tafí Viejo) | 1  | 2                 |                   |                   |  |    |             |             |             |  |
|  | 2N                     | Talleres (Tafí Viejo)  |                        |                       |    |                   |                   |                   |  |    |             |             |             |  |
|  | 3L                     | Unión (Santa Fe)       | 0                      |                       |    |                   |                   |                   |  |    |             |             |             |  |
|  | 3L                     | Unión (Santa Fe)       | 0                      |                       |    |                   |                   |                   |  | 2L | La Unión    | 2           |             |  |
|  |                        |                        |                        |                       |    |                   |                   |                   |  | 2L | La Unión    | 2           |             |  |
|  |                        |                        | 1L                     | A. Brown              | 1  |                   |                   |                   |  |    |             |             |             |  |
|  | 2L                     | A. Brown (San Vicente) | 1L                     | A. Brown              | 1  | 2                 |                   |                   |  |    |             |             |             |  |
|  | 2L                     | A. Brown (San Vicente) |                        |                       |    |                   |                   |                   |  |    |             |             |             |  |
|  | 4N                     | Santa Rita (Esquina)   | 1                      |                       |    |                   |                   |                   |  |    |             |             |             |  |
|  | 4N                     | Santa Rita (Esquina)   | 1                      |                       | 2L | A. Brown          | 2                 |                   |  |    |             |             |             |  |
|  |                        |                        |                        |                       | 2L | A. Brown          | 2                 |                   |  |    |             |             |             |  |
|  |                        |                        | 4L                     | Adelante              | 1  |                   |                   |                   |  |    |             |             |             |  |
|  | 1N                     | Hindú (Resistencia)    | 4L                     | Adelante              | 1  | 1                 |                   |                   |  |    |             |             |             |  |
|  | 1N                     | Hindú (Resistencia)    |                        |                       |    |                   |                   |                   |  |    |             |             |             |  |
|  | 4L                     | Adelante (Reconquista) | 2                      |                       |    |                   |                   |                   |  |    |             |             |             |  |
|  | 4L                     | Adelante (Reconquista) | 2                      |                       |    |                   |                   |                   |  |    |             |             |             |  |
|  |                        |                        |                        |                       |    |                   |                   |                   |  |    |             |             |             |  |

Notas
- Los equipos mencionados en la línea superior, tuvieron ventaja de localía.
- Los resultados en cada serie corresponden a la cantidad de partidos ganados por los respectivos equipos.

El campeón de la Región Norte fue La Unión de Colón, quien venció en su serie a Brown de San Vicente por 2 a 1, tras comenzar perdiendo 59-63, dio vuelta el resultado al vencer en los dos partidos de local por 81-61 y 86-79.

## Finales
Se jugó una serie al mejor de tres partidos, entre los campeones de las regiones Norte: La Unión de Colón, y Sur: San Lorenzo de Chivilcoy, con ventaja de localía para el primero de ellos por haber obtenido mejor record en la etapa regular (80% contra 78,6%), y formato 1-2.

El ganador de la batería fue La Unión, que "barrió" la serie por 2 a 0, ganando el primer partido de visitante por 74 a 53; y el segundo, de local por 90 a 71.

El vencedor se proclamó campeón nacional del TFB y logró el primer ascenso al TNA, mientras que el perdedor disputó la final por el segundo ascenso.

### Final de Liga
Club La Unión 2 - Club Basquetbol San Lorenzo 0
Partido 1
| 11/05/2012 | San Lorenzo                          | 53–74 | La Unión                        | Chivilcoy |  |  |
|            | Parciales: 9-24, 24-39, 40-62, 53-74 |       |                                 | |  |  |
|            | Estadísticas José Luis Papalardi 11  | Pts   | Estadísticas 18 Mariano Mazzini | Pabellón: Estadio Oscar y Alfredo Barca Árbitros: Hernán Marcelo Mastrofilippo Enrique Maximiliano Cáceres Carlos Mariano Rodríguez |  |  |
| 0 - 1      |                                      |       |                                 | |  |  |
|            |                                      |       |                                 | |  |  |

Partido 2
| 18/05/2012 | La Unión                             | 90–71 | San Lorenzo                      | Colón |  |  |
|            | Parciales: 27-8, 48-28, 71-52, 90-71 |       |                                  | |  |  |
|            | Estadísticas Brian Díaz 20           | Pts   | Estadísticas 19 Héctor Martirena | Pabellón: Estadio Carlos José Delasoie Árbitros: Ángel Segundo D'Anna Jorge Nicolás Guzmán Crsitóbal Sebastián Gauna |  |  |
| 2 - 0      |                                      |       |                                  | |  |  |
|            |                                      |       |                                  | |  |  |

Club La Unión de Colón

Campeón

1° Campeonato

1° Ascenso

### Series por el segundo ascenso
El segundo ascenso se definió mediante dos series de playoffs, al mejor de tres partidos, con formato 1-2 y ventaja de localía para el equipo mejor posicionado.

Semifinales

Una primera instancia semifinal, la jugaron los perdedores de las finales Regionales: Instituto de Córdoba y Brown de San Vicente, venciendo el primero por 2 a 1, quien avanzó a la final de liga.

Final

La serie final fue jugada entre Instituto y el subcampeón San Lorenzo, quienes a su vez ya se habían enfrentado en la final de la Región Sur. No fue momento de revanchas ya que San Lorenzo se adjudicó nuevamente la serie, y con ello el ascenso, al barrer la batería por 2 a 0, ganando el primer juego de visitante por 92-67; y el segundo de local por 96-79
.
|  | Semifinal 11, 18 y 20 de mayo | Semifinal 11, 18 y 20 de mayo | Semifinal 11, 18 y 20 de mayo |           |   | Final 25 y 29 de mayo | Final 25 y 29 de mayo | Final 25 y 29 de mayo |  |
|  |                               |                               |                               |           |   |                       |                       |                       |  |
|  |                               |                               |                               |           |   |                       |                       |                       |  |
|  |                               |                               |                               |           |   |                       |                       |                       |  |
|  |                               |                               |                               |           |   |                       |                       |                       |  |
|  |                               |                               |                               |           |   |                       |                       |                       |  |
|  |                               | 1CC                           | San Lorenzo                   | 2         |   |                       |                       |                       |  |
|  |                               |                               |                               | 2         |   |                       |                       |                       |  |
|  |                               |                               | 1P                            | Instituto | 0 |                       |                       |                       |  |
|  | 3P                            | Instituto                     | 1P                            | Instituto | 0 | 2                     |                       |                       |  |
|  | 3P                            | Instituto                     |                               |           |   | 2                     |                       |                       |  |
|  | 1P                            | Brown                         | 1                             |           |   |                       |                       |                       |  |
|  | 1P                            | Brown                         | 1                             |           |   |                       |                       |                       |  |
|  |                               |                               |                               |           |   |                       |                       |                       |  |

## Plantel campeón
Los jugadores y cuerpo técnico que integraron el equipo campeón fueron los siguientes:
| N°             | Jugador                  | Pos         | Ed      | Alt  | PJ | Pts | Pro |
| -------------- | ------------------------ | ----------- | ------- | ---- | -- | --- | --- |
| 12             | Bilat, Pablo             | Base        | 16 años | 1.75 |    |     |     |
| 11             | Cansina Juan de Dios     | Pivot       | 16 años | 2    |    |     |     |
| 14             | Cáceres, Joaquín         | Alero       | 17 años | 1.88 |    |     |     |
| 7              | Chahab Jorge Alberto     | Base        | 28 años | 1.8  |    |     |     |
| 8              | Díaz, Brian Alexis       | Escolta     | 28 años | 1.87 |    |     |     |
| 15             | Herrera Ruperto Elier    | Pivot       | 39 años | 2.01 |    |     |     |
| 6              | Ibañez, Paz Leopoldo     | Alero       | 23 años | 1.9  |    |     |     |
| 13             | Mazzini Mariano          | Ala Pivot   | 30 años | 1.95 |    |     |     |
| 9              | Morel Pohl, Maximiliano  | Escolta     | 32 años | 1.82 |    |     |     |
|                | Paccot, Matías           | Alero       | 17 años | 1.75 |    |     |     |
|                | Paccot, Santiago         | Escolta     | 19 años | 1.84 |    |     |     |
| 4              | Pizzola, Fabricio        | Escolta     | 19 años | 1.77 |    |     |     |
| 5              | Richard, Agustín         | Base        | 21 años | 1.78 |    |     |     |
| 14             | Schesi, Hernán           | Pivot       | 17 años | 1.91 |    |     |     |
| 10             | Taffarel, Sebastián      | Ala Pivot   | 25 años | 1.98 |    |     |     |
|                | Vergara, Brian           | Base        | 19 años | 1.81 |    |     |     |
| Cuerpo Técnico |                          |             |         |      |    |     |     |
|                | Guastavino, Martín       | Entrenador  |         |      |    |     |     |
|                | Rimoldi, Santiago Daniel | Asistente   |         |      |    |     |     |
|                | Tahaig, Walter           | PF          |         |      |    |     |     |
|                | Delasoie, Cristian       | Jefe        |         |      |    |     |     |
|                | Mancini, Humberto        | Utilero     |         |      |    |     |     |
|                | Félix, Julio             | Médico      |         |      |    |     |     |
|                | Sthele, Néstor           | Kinesiólogo |         |      |    |     |     |

Nota
1. ↑  Las edades están expresadas al 18 de mayo de 2012, fecha de obtención del campeonato.